# Konrad Lorenz (Schriftsteller)
Konrad Lorenz (* 1942 in Hamburg) ist ein deutscher Schriftsteller.

## Leben und Wirken
Konrad Lorenz wurde 1942 im Hamburger Stadtteil St. Pauli in einem Haus am Hein-Köllisch-Platz (ehemals Paulsplatz) geboren. In Hamburg besuchte er die Schulen in der Taubenstraße und am Holstenwall, anschließend absolvierte er eine Lehre als Maschinenschlosser, fuhr zur See und schloss ein Studium zum Schiffsmaschinenbau-Ingenieur ab.
Seine ersten Veröffentlichungen waren Kurzgeschichten, so in den 1960ern Geschichten von ne Küst und ab Mitte der 1980er auch moderne Märchen in einigen der mehrfach aufgelegten Anthologien des Hamburger Metta-Kinau Verlages. Von seinen bislang drei Romanen beschäftigen sich zwei autobiografisch mit Hamburg-St. Pauli. Sein Roman Rohrkrepierer – Eine Jugend auf St. Pauli (2011) bildete 2015 die Vorlage für eine Graphic Novel von Isabel Kreitz.
Lorenz lebt in Hamburg.

## Bibliografie
- Das Nachtschattenspiel – ein phantastisches Märchen in sieben Vorgeschichten. Metta-Kinau Verlag, Hamburg 1991, ISBN 3-920641-25-6.
- Rohrkrepierer – Eine Jugend auf St. Pauli. Edition Temmen, Bremen 2011, ISBN 978-3-8378-2005-8.

Vorlage für  Isabel Kreitz: Rohrkrepierer. Graphic Novel. Carlsen Verlag, Hamburg 2015. ISBN 978-3-551-78378-3.
- Der Dwarsläufer – oder wie ich meine Mutter aus dem Fenster warf. Edition Temmen, Bremen 2013, ISBN 978-3-8378-2020-1.